# Đinh Hà
Đinh Hà sinh ngày 13 tháng 1 năm 1990 tại Thạch Gia Trang, Hà Bắc, Trung Quốc, là một vận động viên bóng chuyền. Cô chơi ở vị trí chuyền 2 và là thành viên của Đội tuyển bóng chuyền nữ quốc gia Trung Quốc. Cô hiện đang thi đấu cho CLB Liêu Ninh tại Giải bóng chuyền Trung Quốc.
Đinh Hà cùng với đội tuyển Trung Quốc đạt huy chương bạc tại Á vận hội Incheon 2014. Sau đó, tại World cup bóng chuyền 2015, cô cùng đồng đội giành chức vô địch, tiếp đó là huy chương vàng tại Thế vận hội mùa hè 2016.

## Sự nghiệp
Đinh Hà có tố chất thân thể xuất sắc, tốc độ, khả năng di chuyển rất tốt. Là một cây chuyền 2, Đinh Hà đôi khi có những pha đánh bóng ngay từ bước 2 gây bất ngờ cho đối thủ.
Trong giải vô địch quốc gia mùa 2016-2017, cô ấy đã trưởng thành hơn, là đội trưởng và là chuyền 2 chính của CLB Liêu Ninh. Ở Thế vận hội mùa hè 2020, Đinh Hà chắc chắn sẽ chiếm vị trí chuyền 2 chính thức ở Đội tuyển bóng chuyền nữ quốc gia Trung Quốc.

## Giải thưởng

### Đội tuyển quốc gia
- Á vận hội 2014 - bóng chuyền:  - bạc
- Giải vô địch Châu Á 2015:  - vàng
- World cup bóng chuyền 2015:  - vàng
- Thế vận hội mùa hè 2015:  - vàng